# Los Tres MTV Unplugged
Los Tres MTV Unplugged es la primera producción discográfica que registra material en vivo de la banda chilena Los Tres. Este álbum fue grabado el 14 de septiembre de 1995 en Miami Beach, Florida. Contó con la participación de los músicos chilenos y amigos de la banda: Antonio Restucci y Cuti Aste.
Este disco fue el primer disco unplugged de un grupo chileno para MTV y, según técnicos de esta cadena, es el único concierto realmente desenchufado que se ha realizado, ya que sólo se utilizaron micrófonos análogos de rango dinámico, a cierta distancia de cada instrumento. Su éxito quedaría plasmado en el cuádruple Disco de Platino que obtuvo, a los tres meses de haber salido al público, logrando ser el disco más vendido en Chile durante 1996.

## Contenido
La grabación se realizó solo unos meses después de la muerte de Roberto Parra, un importante músico tradicional chileno, miembro de la familia Parra (por lo tanto, era tío abuelo de Ángel Parra) y una inspiración tanto para Álvaro Henríquez como para el grupo en general. Debido a esto, los integrantes del grupo decidieron dedicar el concierto y el álbum a la memoria del "Tío Roberto", y tocaron dos cuecas: "El Arrepentido" y "La Vida Que yo He Pasado", además del popular foxtrot "Quién Es la que Viene Allí". Esta última canción se convirtió en un éxito de grandes proporciones, posiblemente el más importante en la carrera de la banda chilena. El nuevo tema del disco, "Traje Desastre", fue también promocionado como sencillo del álbum, y contó con un video especialmente grabado por el cineasta chileno Germán Bobe.
El álbum contiene 15 canciones, de las cuales 12 son de composición propia y 3 de Roberto Parra.

## Lista de canciones
Todas las canciones escritas y compuestas por Álvaro Henríquez y Roberto Lindl, excepto donde se indique. 
| N.º     | Título                       | Escritor(es)                       | Duración |  |
| 1.      | «Sudapara»                   |                                    | 3:17     |  |
| 2.      | «La Espada & La Pared»       |                                    | 5:43     |  |
| 3.      | «Un amor violento»           | Henríquez                          | 4:42     |  |
| 4.      | «Gato por liebre»            | Henríquez, Francisco Molina, Lindl | 4:30     |  |
| 5.      | «Pájaros de fuego»           | Henríquez                          | 5:15     |  |
| 6.      | «Me rompió el corazón»       | Henríquez                          | 4:09     |  |
| 7.      | «Déjate caer»                |                                    | 3:28     |  |
| 8.      | «Traje desastre»             | Henríquez, Ángel Parra, Lindl      | 3:49     |  |
| 9.      | «Tírate»                     | Henríquez                          |          |  |
| 10.     | «Te desheredo»               |                                    | 5:10     |  |
| 11.     | «He barrido el Sol»          | Henríquez                          | 4:38     |  |
| 12.     | «La primera vez»             |                                    | 4:24     |  |
| 13.     | «El arrepentido»             | Roberto Parra                      | 2:33     |  |
| 14.     | «La vida que yo he pasado»   | Roberto Parra                      | 3:20     |  |
| 15.     | «Quién es la que viene allí» | trad.arr. Roberto Parra            | 4:08     |  |
| 1:02:32 |                              |                                    |          |  |

- La pista n° 8 es el único tema "nuevo" de inspiración propia incorporado al concierto.
- Las últimas tres canciones fueron en homenaje al mentor de la banda, Roberto Parra.

## Músicos

### Los Tres
- Álvaro Henríquez – Guitarra acústica, voz
- Ángel Parra – Guitarra acústica, Coros
- Roberto "Titae" Lindl – Contrabajo, Bajo acústico
- Francisco Molina – Batería

### Invitados
- Cuti Aste: Cítara en "Te Desheredo" y "Pájaros de Fuego"; Acordeón en "La Espada & la Pared", "La Primera Vez", "He Barrido el Sol", "La Vida Que Yo He Pasado" y "Me Rompió el Corazón".
- Antonio Restucci: Mandolina en "Déjate caer", "La Primera Vez" y "Me Rompió el Corazón".

## Créditos
- Dirección del Proyecto para MTV: Antoinette Zel
- Coordinación del Proyecto: Adam Nathanson
- Dirección de música y talento: Bruno del granado
- Fotografía: Manolo Álvarez y Lauren Radak
- Productora de Unplugged: Paula Golbin
- Productor Ejecutivo de Unplugged: Alejandro Pels
- Mezcla: Los Tres, Joe Blaney

## Distinciones
El álbum obtuvo gran éxito de ventas en Chile e Iberoamérica, llegando a ser cuádruple Disco de Platino en Chile en apenas tres meses. La banda promovió el álbum con conciertos Unplugged en el teatro California en Santiago, con músicos invitados como: Toño Restucci, Pepe Fuentes, Rabanito, Cuti Aste, y Javiera Parra, hermana de Ángel Parra.

### Listas
| Publicación | País           | Lista                                                   | Año  | Puesto |
| ----------- | -------------- | ------------------------------------------------------- | ---- | ------ |
| Alborde     | Estados Unidos | Los 250 álbumes más importantes del Rock Iberoamericano | 2006 | 210    |

## Enlaces
- Info en sitio oficial Archivado el 31 de julio de 2010 en Wayback Machine.
- Los 35 discos fundamentales de la música popular chilena

- Datos: Q9024204